# Samuel Shaw
Samuel Shaw (* Dezember 1768 in Dighton, Bristol County, Province of Massachusetts Bay; † 23. Oktober 1827 in Clarendon Springs, Vermont) war ein US-amerikanischer Politiker. Zwischen 1808 und 1813 vertrat er den ersten Wahlbezirk des Bundesstaates Vermont im US-Repräsentantenhaus.

## Werdegang
Samuel Shaw erhielt nur eine begrenzte Schulbildung und zog dann nach Putney in Vermont. Nach einem Medizinstudium begann er ab 1789 in Castleton als Arzt zu praktizieren. Politisch schloss sich Shaw der von Thomas Jefferson gegründeten Demokratisch-Republikanischen Partei an. Zwischen 1800 und 1807 war er Abgeordneter im Repräsentantenhaus von Vermont.
Nach dem Rücktritt des Kongressabgeordneten James Witherell gewann Samuel Shaw die fälligen Nachwahlen im ersten Distrikt von Vermont. Damit konnte er ab dem 6. September 1808 sein Mandat im Kongress ausüben. Nachdem er bei den regulären Kongresswahlen in den Jahren 1808 und 1810 jeweils in seinem Amt bestätigt wurde, konnte Samuel Shaw bis zum 3. März 1813 im Kongress verbleiben. Nach dem Ende seiner Zeit im Repräsentantenhaus in Washington, D.C. war Shaw zwischen 1813 und 1818 als Militärarzt bei der US-Armee tätig.
Samuel Shaw starb im Oktober 1827 und wurde in Castleton beigesetzt. Sein Sohn Henry (1788–1857) vertrat zwischen 1817 und 1821 den Staat Massachusetts im US-Repräsentantenhaus.